# Multi-utilisateur

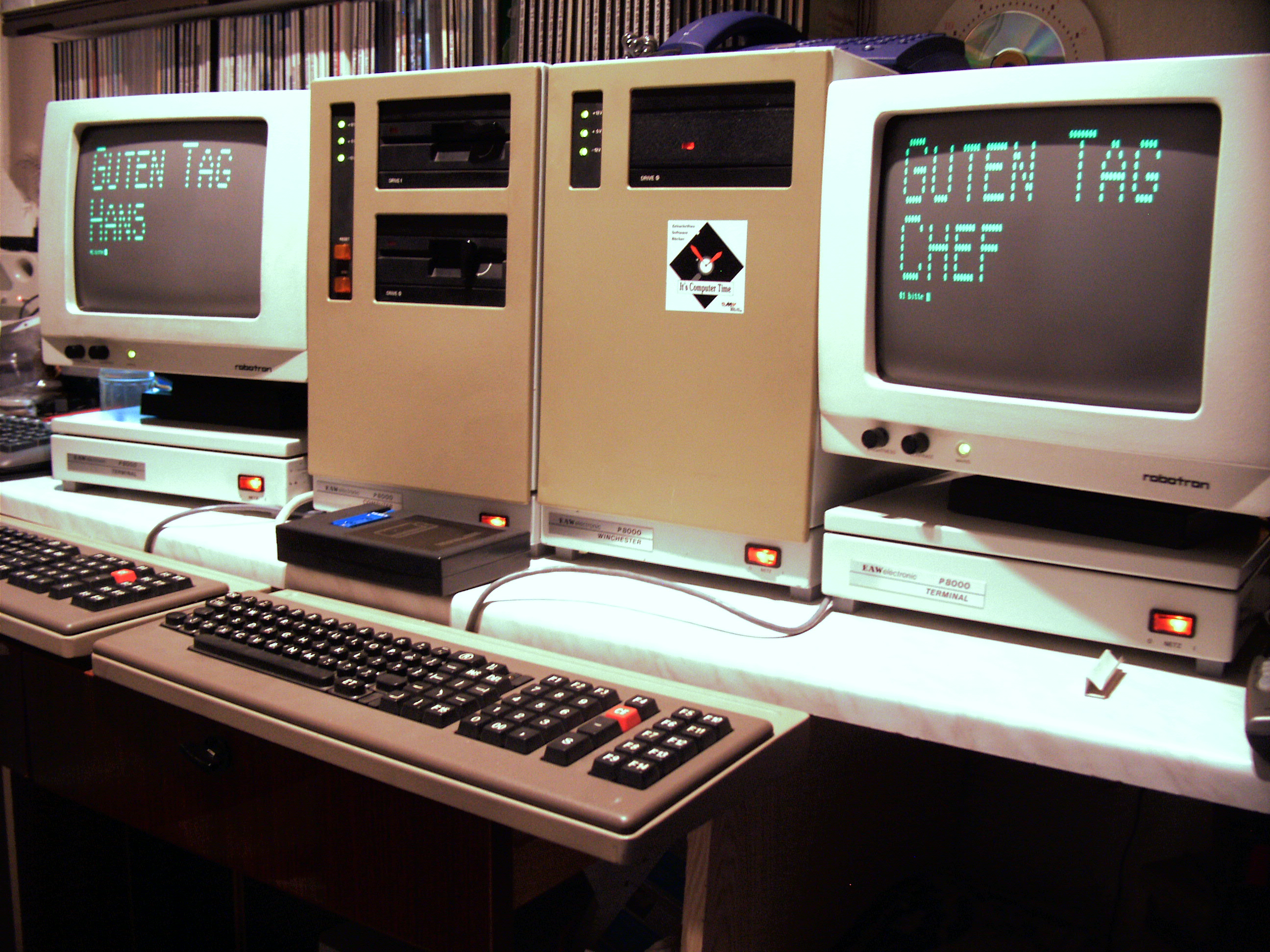
Ordinateur HP 3000, premier ordinateur multi-utilisateur.

Un système d'exploitation multi-utilisateur est conçu pour permettre à plusieurs utilisateurs d'utiliser l'ordinateur simultanément, tout en limitant les droits d'accès de chacun afin de garantir l'intégrité de leurs données.
Le terme opposé est mono-utilisateur qui est utilisé lorsque l'on parle de systèmes d'exploitation utilisable par un seul utilisateur à la fois ou encore en référence à une licence de logiciel prévue pour un utilisateur.

## Histoire
Dans les années 1970, HP sort la série HP-1000, son premier ordinateur technique, temps réel et multi-tâche,.
En 1972, HP sort le HP 3000, son premier ordinateur de gestion, « temps réel », multi-tâches et multi-utilisateur.